# Tony Currie
Anthony William "Tony" Currie (født 1. januar 1950 i Edgware, England) er en tidligere engelsk fodboldspiller, der spillede som midtbanespiller. Han var på klubplan primært tilknyttet Sheffield United, Leeds United og Queens Park Rangers, med længst tid (8 sæsoner) hos Sheffield United. Han spillede desuden 17 kampe og scorede tre mål for det engelske landshold, som han debuterede for den 23. maj 1972 i et opgør mod Nordirland.